# Imblattella peltastes
Imblattella peltastes är en kackerlacksart som först beskrevs av Rehn, J. A. G. 1932.  Imblattella peltastes ingår i släktet Imblattella och familjen småkackerlackor. Inga underarter finns listade i Catalogue of Life.